# Tokyo Mew Mew
Tokyo Mew Mew (japanska: 東京ミュウミュウ?, Tōkyō-Myūmyū) är en japansk manga- och animeserie skriven av Reiko Yoshida och illustrerad av Mia Ikumi.

## Handling
Tokyo Mew Mew handlar om fem flickor som genom en jordbävning får i sig DNA från utrotningshotade djur. De tvingas kämpa mot utomjordingar som bodde på jorden för 300 miljoner år sedan och som nu återvänt för att utrota människoarten och ta tillbaka jorden. Gruppen kallar sig själva Tokyo Mew Mew och leds av Ryou Shirogane. Shirogane ärvde Mew Mew-uppdraget från sin far.

## Karaktärerna
- Ichigo Momomiya är en glad, social, känslig och utåtriktad flicka som är djupt förälskad i Masaya Aoyama. Hon har fått Iriomotekatts-DNA[1] i sig. Ichigo är ledaren för Tokyo Mew Mew. Ichigo betyder jordgubbe på japanska, momo betyder rosa och miya betyder helig plats/tempel.

- Minto Aizawa kommer från en förmögen familj och hon kan verka högfärdig, men är ändå mycket vänlig. Hon bor i ett stort lyxhus. På fritiden tränar hon balett för en privatlärare. Hennes DNA är sammanblandat med en safirparakit. Minto är mynta på japanska. Ai betyder indigo eller kärlek. Zawa betyder träsk.

- Retasu Midorikawa är tyst, rädd, klantig och smart. Hon är också jättesnäll, och om hon gör något fel, ska hon alltid ursäkta sig flera gånger. Hennes DNA sammanblandades med en asiatisk tumlare. Retasu betyder sallad på japanska. Midori betyder grön. Kawa betyder flod.

- Purin Huang är den yngsta medlemmen i teamet. Hon är en väldigt sprallig liten flicka från Kina. I animen har hennes mamma gått bort och hennes pappa befinner sig utomlands, så hon får själv ta hand om alla sina småsyskon. Hennes DNA är sammanblandat med en lejontamarin, en sorts apa. Purin betyder brylépudding på japanska. Huang betyder gul på kinesiska.

- Zakuro Fujiwara är en stor stjärna i Japan; hon är modell och skådespelare. Minto är hennes största fan. Zakuro kan verka kaxig och tystlåten, men hon är egentligen intelligent och vänlig. Från början vill hon inte ha något med Tokyo Mew Mew att göra, men efter ett tag väljer hon att ändå att gå med i gruppen. Hennes DNA är sammanblandat med en varg. Zakuro betyder granatäpple på japanska. Fuji betyder ljuslila. Wara har varierande betydelser, så Fujiwara kan förslagsvis betyda "ljuslila lavendeläng".

- Masaya Aoyama är Ichigos stora kärlek, pojkvän och klasskamrat. Han är mycket duktig på kendo. Masaya är alla flickors favorit i skolan. Han verkar vanlig men döljer några hemligheter. Ao betyder blå på japanska, yama betyder berg.

- Ryo Shirogane är en mystisk och självisk pojke. Han har hand om Mew Mew-projektet. Han bor på Café Mew Mew.

- Keiichiro Akasaka driver Café Mew Mew, vilket egentligen är Mew Mews huvudkvarter. En mycket snäll man som hjälper Ryo.

- Quiche är en utomjording som attackerar jorden. Han är väldigt kär i Ichigo. Samarbetar med Pai och Tartelett. Han heter Kisshu på japanska.

- Pai är en riktig datanörd till utomjording. Han samarbetar med Quiche och Tartelett och leder deras forskning och ser till att enzymerna sprider sig.

- Tartelett är en utomjording som vill att alla ska vara rädda för honom, men det går inte så bra, då han bara är ett barn. Han är kär i Purin Huang, även om han vägrar att erkänna det. Han drar sig ur på slutet och kräver att Pai ska sluta för han gillar jorden som den är. Han heter Taruto på japanska.

- Deep Blue är utomjordingarnas härskare. Han ska återställa jorden till vad den en gång var, men Ichigo besegrar honom innan han hinner göra det med hela jorden.

## Tokyo Mew Mew PS Game
Tokyo Mew Mew Playstation-spelet släpptes bara i Japan. Spelet handlar om att de fem Mew Mew-tjejerna åker på semester till en ö. Men det blir ingen trevlig semester eftersom Kisshu (Quiche) och hans "boss" planerar att förvandla alla djuren på ön till chimärdjur. Ichigo, Minto, Retasu, Purin och Zakuro träffar en tjej på ön som heter Ringo. Hon har en husdjurspingvin som heter Yuki och det är den hon får sitt DNA ifrån. Hon blir Mew Ringo och hjälper Mew-tjejerna att slåss mot utomjordingarna.
Ringo Akai är en 12-årig tjej som bor på en ö utanför Japans kust. Hon bor ensam med sin äldre storebror och sin pingvin Yuki. Hennes pappa är okänd och hennes mamma dog när hon var väldigt ung. Hennes mamma efterlämnade henne ett halsband som innehöll mew aqua.
Efter att Kisshu (Quiche) har förvandlat Yuki till ett chimärdjur går något fel. En stråle av Yukis DNA flyger in och blandar sig med Ringos mew aqua och gör henne till den sjätte medlemmen av Mew-tjejerna; Mew Ringo. Ringo betyder äpple på japanska. Aka betyder röd på japanska, och "i" betyder frisk.